# 離家童盟
《離家童盟》（英語：Runaways），或譯《逃家同盟》、《離家出走》，是漫威漫畫所出版的一套系列漫畫。 描述一群青少年偶然發現他們的父母是邪惡組織邪傲會的成員。故事由布萊恩·K·沃恩和艾德里安·阿佛納所創造，這系列發表於2003年7月漫威漫畫的《海嘯》叢書系列上。原本這部漫畫已於2004年9月所發行的18號刊結束，但綜合銷售的成績頗高，於是漫威漫畫又於2005年2月重啟這一系列。

## 故事
故事開始於六個孩子的父母每年都會因一場慈善活動而會面。有一年，孩子們偷窺到原來他們的父母是邪傲會的成員，一個犯罪組織包括黑幫、時間旅行者、黑魔法師、瘋狂科學家、外星侵略者、異變者。在一個神祕的儀式上殺了一個女孩後，他們便開始逃跑。
隨著故事發展，孩子們從他們的父母身上繼承了能力和物品，包括未來手套、一隻恐龍和一件神秘的東西，並了解到他們從父母身上繼承了能力。
艾利克·懷德帶領著這個團隊，妮可·穗了解到自己是個女巫，卡洛琳·迪恩發現自己是個外星人，葛芮楚·優客學會和恐龍心靈感應，查斯·史坦偷走了他父親的未來手套，而最年輕的茉莉·海耶斯知道自己是個令人驚奇的異變者。
孩子們聯合起來打敗了自己的父母，並試圖彌補他們的父母所犯下的罪過。
在艾利克背叛並被巨人（邪傲會的神）所殺後，隨著邪傲會被擊敗，失去父母的逃家同盟發誓要阻止其他的惡棍。改造人維克多·曼查、會改變外型的史高爾星人查汶和植物控制者克拉拉·普萊斯加入了他們。

## 製作
系列創作者布萊恩·K·沃恩和艾德里安·阿佛納已於第二卷的24號離開。第二卷是由喬斯·溫登和麥克·萊恩接手到第30號。作家泰瑞·摩爾和畫家溫貝托·拉莫斯創作了兩個故事。在克里斯托弗·約斯特和詹姆斯·阿斯穆斯寫了一號期刊後，凱薩琳·伊摩寧和莎拉·皮謝利加入新創作團隊。此書在2009年結束，目前沒有新的後續發展；最後一期的第3卷第14號，發表於2009年9月的9到11月份期刊。
於2015年5月開始，本作又再次恢復連載，但至同年11月就結束，共有四期。

## 角色
最初的六名成員
- 二戶·穗

黑魔法師（穗夫婦）的女兒，是個能操縱魔法的女巫，也是逃家同盟的領導者。能用各種語言單詞下咒，但每個字只能用一次，為此不斷學習各種語言。曾一度加入女浩克帶領的阿爾卡特戰隊。
- 卡洛琳娜·狄恩（英语：Karolina Dean）

外星侵略者（狄恩夫婦）的女兒，是能吸收太陽能的馬傑斯坦人(Majesdanian)。她是個同性戀，和查汶為情侶。
- 茉莉·海耶斯（英语：Molly Hayes）

異變者（海耶斯夫婦）的女兒，有超強怪力和破壞力。
- 查斯·史坦（英语：Chase Stein）

瘋狂科學家（史坦夫婦）的兒子，偷了他父親一對名叫「Fistigons」的手套。
- 艾利克斯·懷德（英语：Alex Wilder）

黑幫（懷德夫婦）的兒子，是個善於規劃和精通戰略的神童。
- 葛芮楚·優客（英语：Gertrude Yorkes）

時間旅行者（優客夫婦）的女兒，可以和老鞋帶心靈感應。
- 老鞋帶（英语：Old Lace (comics)）

來自87世紀的基因恐龍，可以和葛芮楚和查斯心靈感應。
後期加入的成員
- 托弗（英语：Topher (comics)）

一名100歲的吸血鬼，假裝被父母強迫犯罪來加入離家同盟以趁機將離家童盟變成他的使魔。Runaways #10中被卡洛琳娜殺死。
- 維克多·曼查（英语：Victor Mancha）

由奧創和瑪麗安娜·曼查所創造，是個可以控制電和金屬的改造人。
- 查汶（英语：Xavin）

史克魯爾人軍閥的小孩，可以改變外型，也可以使用神奇四俠的能力，與卡洛琳娜為同性情侶。
- 克拉拉·普萊斯（英语：Klara Prast）

1907年從瑞士移民到美國，是一個有虐待傾向的老男人的童養媳，可以控制植物的生長。
- 魯弗斯（英语：Rufus (comics)）

一隻由茉莉的祖母給予心靈感應能力並被用作間諜的流浪貓，在海耶斯博士失敗之後，魯弗斯也加入了離家童盟。
- 吉布（英语：Gib (comics)）

作為吉伯爾林的前成員，一個擁有巨大的力量的六指巨人。在他的同伴Bo和Rim之後被葛芮楚送往未來999年後，與離家童盟一同留下。
交通工具
- 跳蛙車（英语：Leapfrog (comics)）

這是一款帶有先進人工智能的青蛙形車輛，由查斯的父母設計，是該組織的個人交通工具，配有激光和隱形裝置。

## 其他媒體

### 電視
- 《離家童盟》[1] （2017）

## 資料來源
1. ↑  Project 'Runaways' in works at Marvel （页面存档备份，存于） The Hollywood Reporter. Retrieved October 12, 2008.